# Mariano Accardo
Mariano Accardo (Accardi) z Noto (ur. w Noto w drugiej poł. XV w., zm. ok. 1521 tamże) — sycylijski dyplomata, literat i humanista.

## Życie
Urodził się w sycylijskiej miejscowości Noto w drugiej połowie XV wieku. W młodości prawdopodobnie uzyskał doktorat prawa.
Wstąpił na służbę biskupa Cefalù Rinalda Montuoro, w 1510 towarzyszył mu, gdy biskup był ambasadorem u króla Aragonii Ferdynanda II. Biskup zmarł w 1511 — Accardo opuścił wtedy Hiszpanię i wstąpił na służbę wicekróla Sycylii Hugo de Moncada. Gdy w 1516 Moncada opuścił Palermo ze względu na zamieszki, Accardo udał się z nim do Niderlandów, gdzie w 1517 przyszły cesarz Karol V pozbawił Moncadę godności wicekróla. Accardo opuścił wtedy Niderlandy i powrócił na Sycylię by służyć kolejnemu wicekrólowi, Ettore Pignatelliemu. Zmarł w Noto w czasie zarazy.
Prawdopodobnie to Accardo był hiszpańskim przyjacielem wzmiankowanym przez Wilhelma Budé, który wraz z nim odwiedził w Brukseli w lutym 1517 Erazma.

## Działalność lieracka
Działalność literacka Accardo jest słabo znana. W 1507 wydał w Wenecji Proverbiorum liber św. Rajmunda Lullusa, z dedykacją dla Johannesa Franciscusa de Judicibus. Dzieło to w 1735 zostało przedrukowane na Majorce. Ta sama książka zawiera także Disputatio eremitae et Raymundi super aliquibus dubiis questionibus sententiarum Magistri Petri Lombardi. Najprawdopodobniej pisał także własne poezje. Wydanie księgi przysłów Lullusa przez człowieka renesansu, jakim był Accardi, stanowi rodzaj pomostu między kulturą renesansową i średniowieczną, a także świadectwo wyraźnej fascynacji kultury renesansowej moralistyką, gnomiką i przysłowiami.